# Liste des îles de Guadeloupe

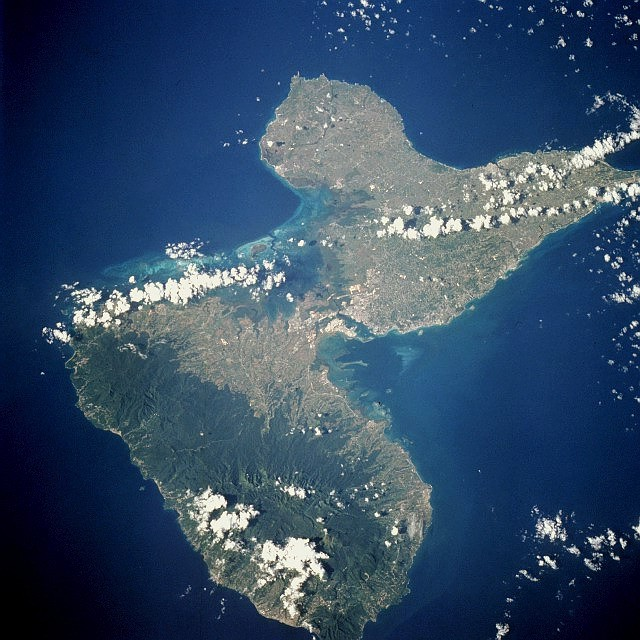
Image satellite de la Guadeloupe.

Cet article recense les îles et îlets de Guadeloupe en France. 

## Îles de Guadeloupe
Grandes îles de la Guadeloupe :
- Grande-Terre
- Basse-Terre

Îlets de la Côte-sous-le-vent :
- Tête à l'Anglais
- Îlet à Kahouanne
- Îlets de Pigeon

Îlets du Petit Cul-de-sac Marin :
- Îlet du Gosier
- Îlet à Cabrit
- Îlet à Cochons
- Îlet Boissard
- Îlet Chasse
- Îlet Feuille
- Îlet Fortune
- Grand Îlet
- Îlet Frégate de Haut
- Îlet à Nègre

Îlets du Grand Cul-de-sac marin :
- Îlet Macou
- Îlet Duberran
- Îlet de la Voûte
- Îlet à Christophe
- Îlet à Colas
- Îlet à Fajou
- Îlet Mangue à Laurette
- Îlet Caret
- La Biche
- Îlet Petite Biche
- Îlet Crabière
- Îlets de Carénage
  - Îlet Blanc
  - Grand îlet
  - Petit îlet
- Îlet aux Fous
- îlets des petits pompons
- Îlet Le Boyer
- Haie Bébel
- Îlet Rat

Îlets de la Pointe des Châteaux
- L'Éperon
- La Roche

Autres
- Îlet à Gourde
- Le Piton

### Îles desDépendances de la Guadeloupe
Groupe d’îles de Marie-Galante :
- Île de Marie-Galante
- Îlet de Vieux Fort

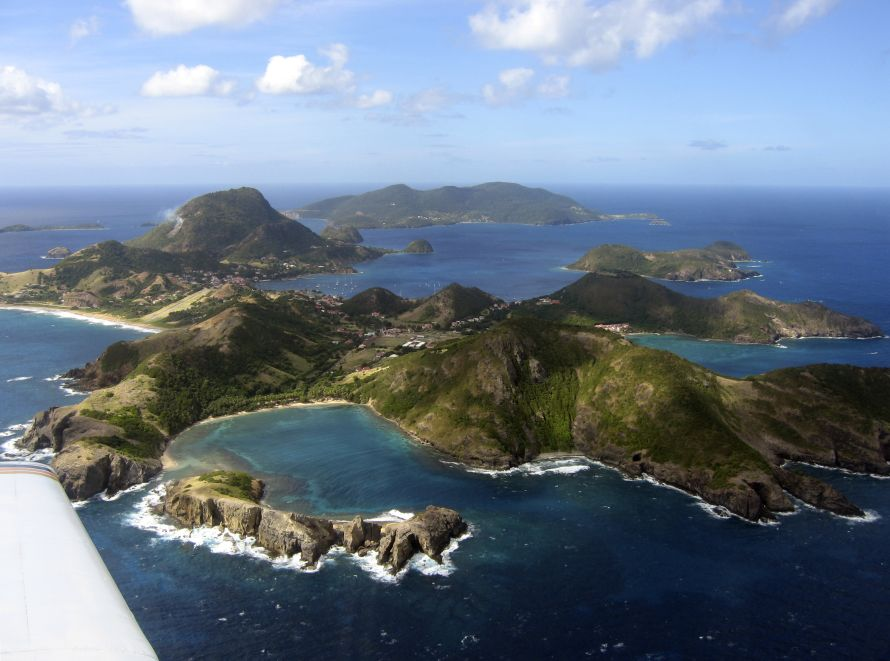
Vue aérienne des îles des Saintes.

Groupe d’îles de la Désirade et de Petite Terre :
- Île de la Désirade
- Îlet de Terre de Haut
- Îlet de Terre de Bas
- Baleine du Sud

Archipel des Saintes :
- Terre-de-Haut
- Terre-de-Bas
- Grand-Îlet
- Les Augustins
- Îlet à Cabrit
- La Coche
- Le Pâté
- La Redonde
- Les Roches percées